# Schloss Vrchotovy Janovice

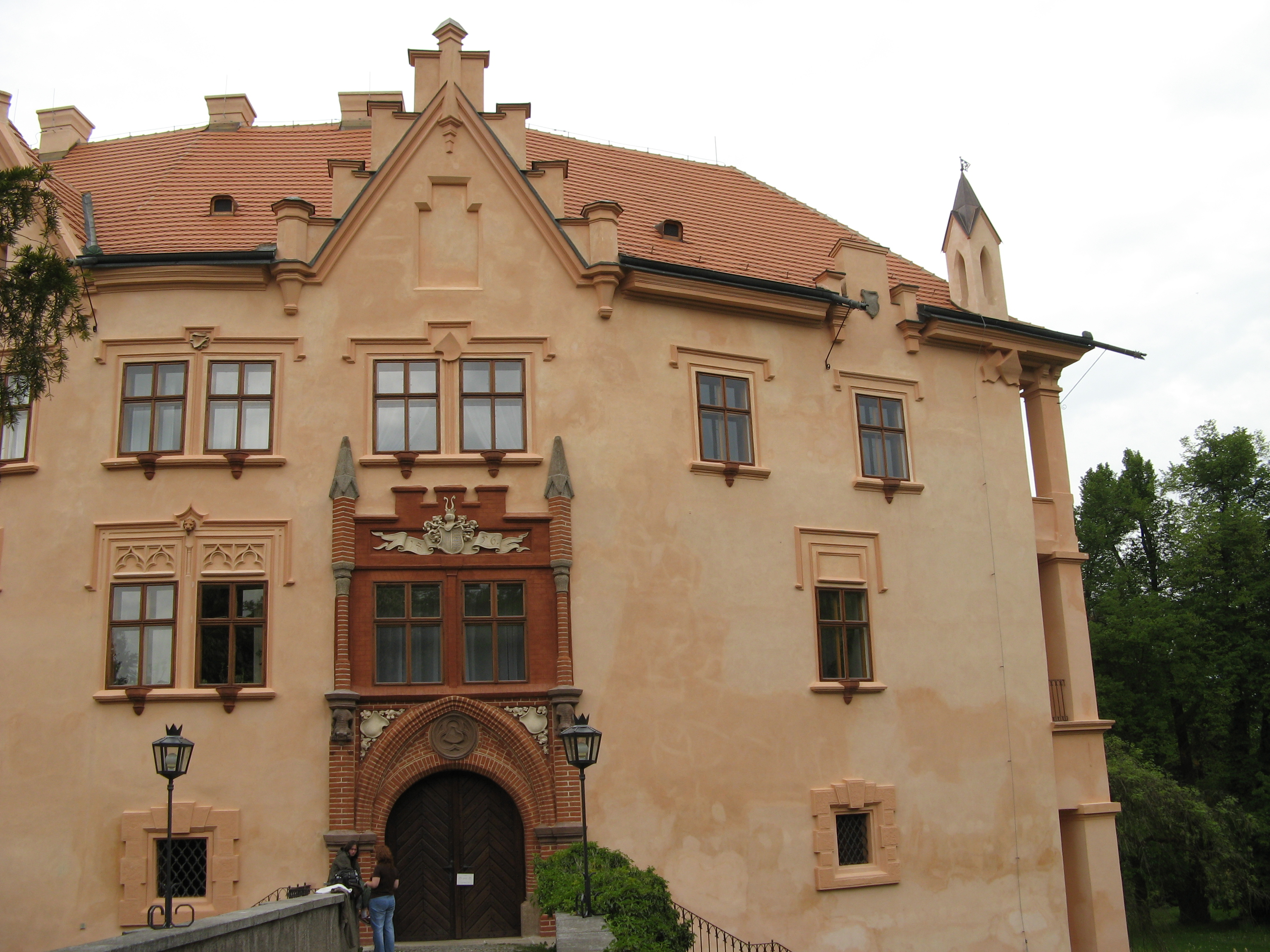
Schloss Vrchotovy Janovice

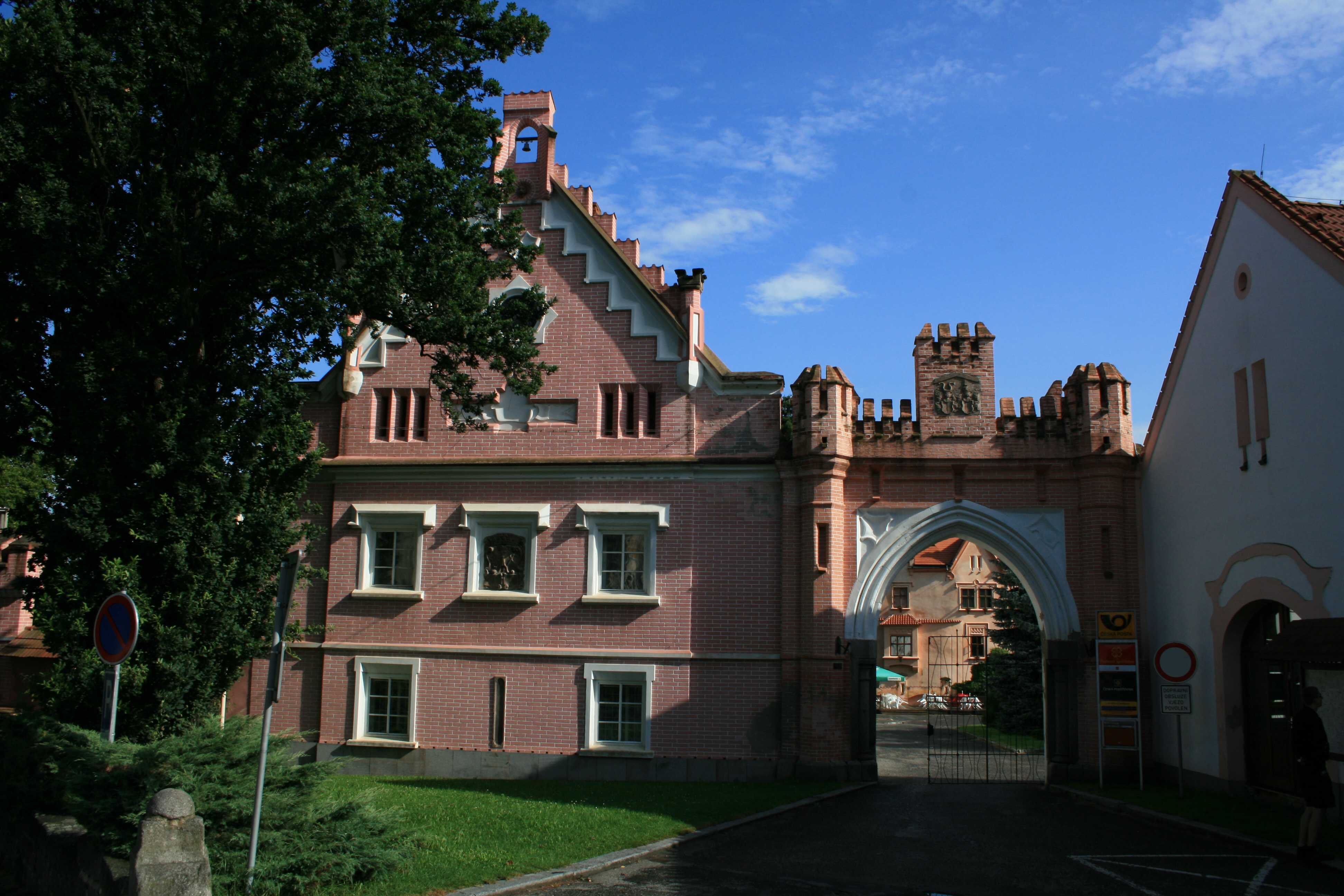
Eingangsportal

Das Schloss Vrchotovy Janovice (deutsch Janowitz) in der gleichnamigen Gemeinde Vrchotovy Janovice gehört zum Okres Benešov in Tschechien.

## Geschichte
Das Schloss Vrchotovy Janovice wurde Ende des 16. Jahrhunderts an der Stelle einer ehemaligen gotischen Veste, die mit einem Wassergraben umgeben war, durch die Herren von Říčany im Renaissancestil errichtet und einige Jahrzehnte später durch die Herren von Vrtba erweitert.
1750–1755 erfolgten Umbauten im Stil des Barock. Mitte des 19. Jahrhunderts wurde das Schloss durch die Adelsfamilie Wratislaw von Mitrowitz im Stil der Neugotik umgestaltet.
Das Treppenhaus zieren Wandmalereien von F. Dallinger sowie die Statuen im Rokokostil von L. Widmann.
Nach dem Ersten Weltkrieg war Schloss Vrchotovy Janovice Treffpunkt berühmter Künstler, zu denen u. a. die Schriftsteller Karl Kraus, Rainer Maria Rilke, Karel Čapek, der Architekt Adolf Loos und der Maler Max Švabinský gehörten. Sie wurden von der damaligen Besitzerin Sidonie Nádherná von Borutín eingeladen, die auf dem Schloss literarische und kulturelle Salons unterhielt.
1942 wurde Schloss Janowitz von deutschen Truppen wegen der Errichtung des SS-Truppenübungsplatzes Beneschau beschlagnahmt und Gräfin Sidonie Nádherny von Borutin enteignet. 1945 erhielt sie Schloss Vrchotovy Janovice zwar zurück, es wurde jedoch zunächst von der sowjetischen und danach von der tschechoslowakischen Armee zweckentfremdet. Nach der Machtübernahme durch die Kommunisten im Februar 1948 wurde Sidonie Nádherný von Borutin erneut enteignet. Das Schloss wurde zunächst als Textillager, später vom Bezirksarchiv genutzt und stand schließlich leer. Ende der 1950er Jahre wurde es durch das Prager Nationalmuseum vor dem Verfall gerettet.